# Oliwer Wdowik
Oliwer Wdowik (ur. 3 stycznia 2002) – polski lekkoatleta specjalizujący się w biegach sprinterskich, reprezentujący klub CWKS Resovia Rzeszów.

## Życiorys
Stawał na podium ogólnopolskiej olimpiady młodzieży oraz halowych mistrzostw Polski w kategorii U18 i U20.
W 2019 zdobył złoto w sztafecie szwedzkiej oraz brąz w biegu na 200 metrów podczas olimpijskiego festiwalu młodzieży Europy w Baku. Zimą 2020 roku podczas halowych mistrzostw Polski w Arenie Toruń pokonał starszych zawodników i zdobywając złoty medal poprawił halowy rekord Polski juniorów w biegu na 200 metrów osiągając czas 21,09. Podczas mistrzostw Polski seniorów w 2021 zdobył srebrny medal w biegu na 200 metrów.
W 2021 jako pierwszy Polak w historii wystąpił w finale biegu na 100 metrów podczas mistrzostw świata juniorów, zajmując 5. miejsce, z wynikiem 10,46. Na tych samych zawodach zdobył też brązowy medal w sztafecie 4 × 100 metrów (z Dominikiem Łuczyńskim, Patrykiem Krupą i Jakubem Pietrusą), a sztafeta ta kolejno w półfinale (wynikiem 38,93) i finale (wynikiem 38,90) poprawiała rekord Europy juniorów
Rekordy życiowe:
- bieg na 60 metrów (hala) – 6,60 (14 stycznia 2023, Rzeszów, 27 stycznia 2024, Łódź oraz 6 lutego 2024, Toruń)
- bieg na 100 metrów – 10,10 (27 czerwca 2025, Madryt) trzeci wynik w polskich tabelach historycznych.
- bieg na 200 metrów (stadion) – 20,82 (28 lipca 2020, Toruń)
- bieg na 200 metrów (hala) – 20,95 (13 stycznia 2024, Toruń), ósmy wynik w polskich tabelach historycznych.

## Osiągnięcia
| Rok  | Impreza                                 | Miejsce   | Konkurencja             | Pozycja    | Wynik   |
| ---- | --------------------------------------- | --------- | ----------------------- | ---------- | ------- |
| 2019 | Olimpijski festiwal młodzieży Europy    | Baku      | sztafeta szwedzka       | 1. miejsce | 1:53,59 |
| 2019 | Olimpijski festiwal młodzieży Europy    | Baku      | bieg na 200 metrów      | 3. miejsce | 21,26   |
| 2021 | Mistrzostwa świata juniorów             | Nairobi   | bieg na 100 metrów      | 5. miejsce | 10,46   |
| 2021 | Mistrzostwa świata juniorów             | Nairobi   | sztafeta 4 × 100 metrów | 3. miejsce | 38,90   |
| 2024 | World Athletics Relays                  | Nassau    | sztafeta 4 × 100 metrów | repasaże   | 38,86   |
| 2024 | Mistrzostwa Europy                      | Rzym      | bieg na 100 metrów      | półfinał   | 10,25   |
| 2024 | Mistrzostwa Europy                      | Rzym      | sztafeta 4 × 100 metrów | –          | DNF     |
| 2024 | Igrzyska olimpijskie                    | Paryż     | bieg na 100 metrów      | eliminacje | 11,53   |
| 2025 | Halowe mistrzostwa Europy               | Apeldoorn | bieg na 60 metrów       | półfinał   | 6,62    |
| 2025 | World Athletics Relays                  | Kanton    | sztafeta 4 × 100 metrów | –          | DNF     |
| 2025 | I dywizja drużynowych mistrzostw Europy | Madryt    | bieg na 100 metrów      | 3. miejsce | 10,10   |